# Dasylirion simplex
Dasylirion simplex är en sparrisväxtart som beskrevs av William Trelease. Dasylirion simplex ingår i släktet Dasylirion, och familjen sparrisväxter. Inga underarter finns listade i Catalogue of Life.